# Манакінчик червоноголовий
Манакінчик червоноголовий (Machaeropterus deliciosus) — вид горобцеподібних птахів родини манакінових (Pipridae).

## Поширення
Поширений уздовж західного схилу Анд у південно-західній частині Колумбії та на заході Еквадору. Мешкає у підліску нижньогірських лісів, передгірських та вторинних лісів на висоті від 400 до 1600 м над рівнем моря, локально нижче поза сезоном розмноження.